# 모장 (표장)

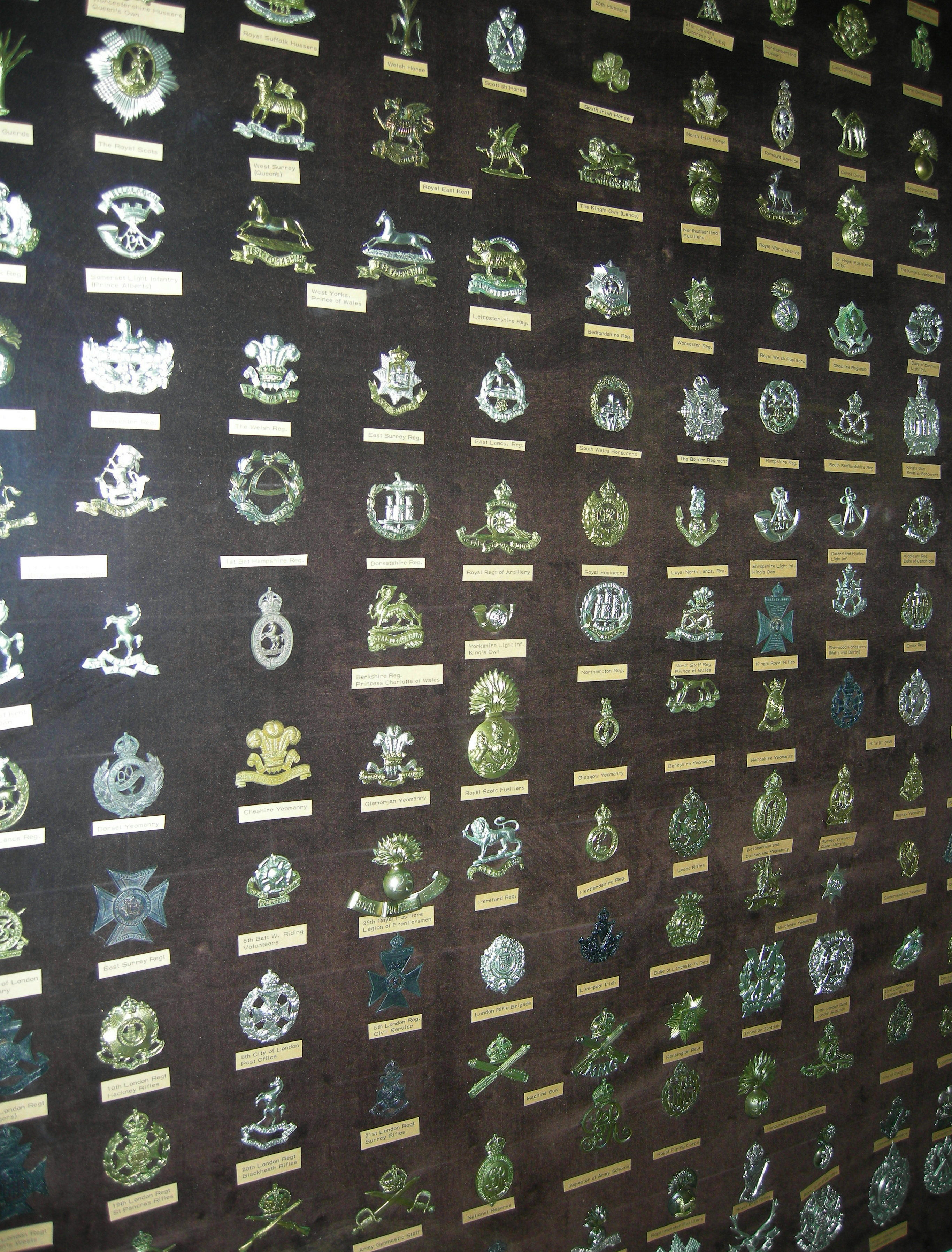
클라이프성 박물관의 모장 전시물.

모장(帽章, cap badge)은 모자에 부착하는 표장이다. 군인이나 경찰 등에서 자주 볼 수 있으며, 착용자의 국적 및 조직을 구분할 수 있게 해준다.

## 같이 보기
- 모표